# POST

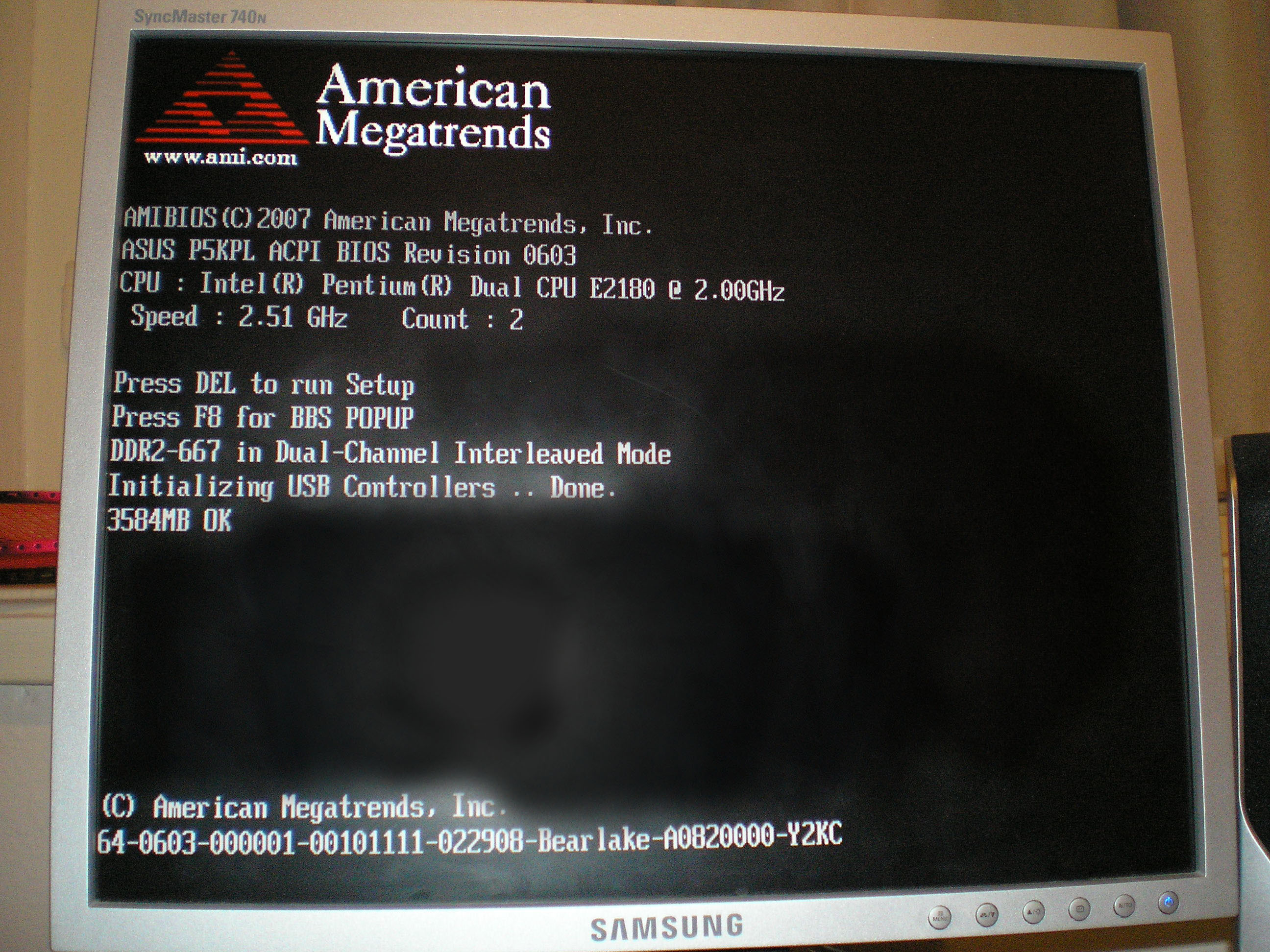
Una pantalla POST típica. (AMI BIOS)

POST, siglas en inglés de power-on self-test o autoprueba de arranque, es un proceso de verificación e inicialización de los componentes de entrada y salida en un sistema computacional que se encarga de configurar y diagnosticar el estado del hardware.

## Códigos de errores
El conocimiento de los códigos de POST es muy importante para comprobar una placa madre nueva o agregar algún hardware importante y avanzado.
| Código o cantidad de pitidos | Significado                                                                            |
| 1 tono corto                 | POST ha terminado satisfactoriamente.                                                  |
| Tono ininterrumpido          | Fallo en el suministro eléctrico de contabilidad.                                      |
| Tonos cortos y seguidos      | Placa base estropeada.                                                                 |
| 1 tono largo                 | La RAM no funciona o no hay instalada.                                                 |
| 1 tono largo y 1 corto       | Fallo en la placa base o en la ROM.                                                    |
| 1 tono largo y 2 cortos      | Fallo en la tarjeta de vídeo o no hay instalada.                                       |
| 1 tono largo y 3 cortos      | Fallo en la tarjeta EGA.                                                               |
| 2 tonos largos y 1 corto     | Fallo en la sincronización de imagen.                                                  |
| 2 tonos cortos               | Error en la paridad de la memoria.                                                     |
| 3 tonos cortos               | Fallo en los primeros 64 Kb de la RAM.                                                 |
| 4 tonos cortos               | Temporizador o contador defectuoso.                                                    |
| 5 tonos cortos               | El procesador o la tarjeta de vídeo no pasan el test.                                  |
| 6 tonos cortos               | Fallo en el controlador del teclado.                                                   |
| 7 tonos cortos               | Modo virtual de procesador AT activo. Error de excepción/identificador del procesador. |
| 8 tonos cortos               | Fallo en la escritura de la RAM de video.                                              |
| 9 tonos cortos               | Error de suma de verificación de la ROM en el BIOS.                                    |
| 10 tonos cortos              | Error de CMOS.                                                                         |

## Códigos de diagnóstico numéricos
Existen dispositivos especiales que provistos de una pantalla LCD y conectado vía puerto serie (COM) o vía ranuras ISA o PCI conectadas en la placa base, permiten visualizar un número hexadecimal el cual luego de ser buscado en otra tabla especial realiza la misma función, de una manera mucho más cómoda.
Actualmente, las placas base suelen tener integrado un par de visualizadores de siete segmentos que muestran los estados de POST y en su manual de fábrica la correspondiente descripción detallada de los códigos que muestra.

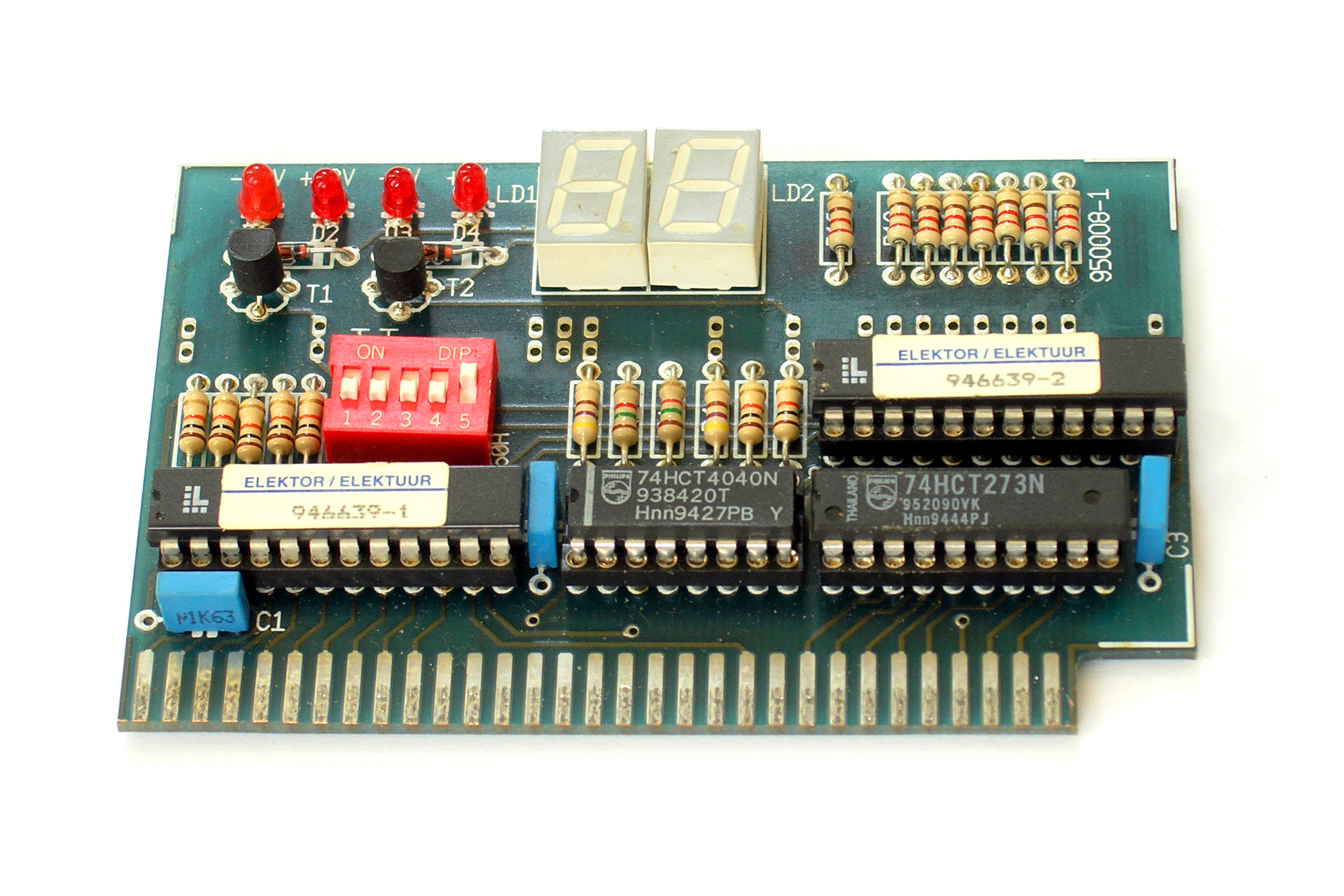
BIOS tarjeta POST para el bus ISA.
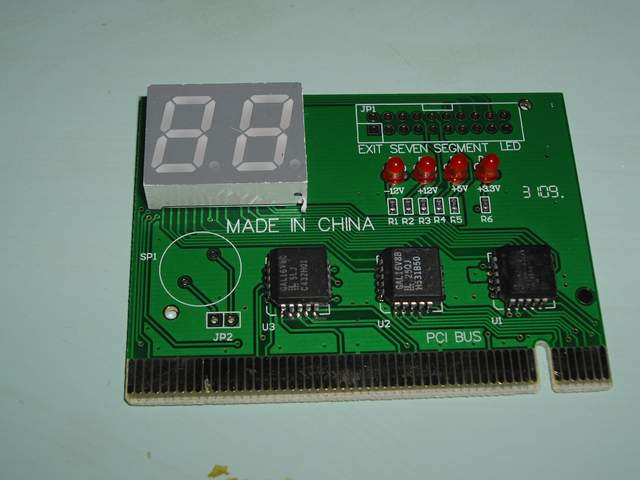
BIOS tarjeta POST para el bus PCI.
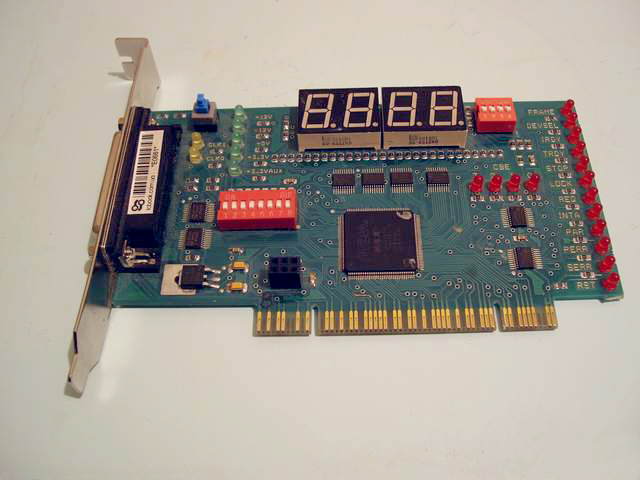
BIOS tarjeta POST para el bus PCI.

## Variaciones
Aunque POST está establecido como un estándar internacional, cada fabricante puede decidir cambiar y configurar de acuerdo a sus necesidades.